# Stan Noszka
Stanley Michael Noszka, detto Stan (Pittsburgh, 19 settembre 1920 – Aspinwall, 15 novembre 1991), è stato un cestista e politico statunitense, professionista nella NBL e nella BAA.